# Okraj Paro
Okraj Paro  (Dzongkha: སྤ་རོ་རྫོང་ཁག་; Wylie: Spa-ro rdzong-khag) v Butanu, je administrativna upravna enota (dzongkhag) v zahodni pokrajini ( dzongdey) v istoimenski dolini.  Ta je ena od najbolj zgodovinskih dolin v Butanu. Po njej je potekala od nekdaj trgovina naprej proti Tibetu ni Kitajski, kot tudi so po njej iz severa prihajali zavojevalci iz Tibeta. S tem je dolina dobila tudi kulturno povezavo s Tibetom oziroma je služila za povezavo z drugimi okraji v Butanu. Prevladujoč jezik je jezik Dzongkha, ki je tudi nacionalni uradni jezik Butana. Paro je tudi ime okraja in doline, ter reke in mesteca, ki šteje 20,000 prebivalcev. Upavno središče je  mestece Paro, ki ima tudi edino zares mednarodno letališče.

## Zgodovina
V dolini Paro je bila pred prihodom  budizma v  Butan razširjеna religija  Bon. Po legendi je starodavni tibetanski svetnik prišel v  dolino Paro s peščico hrane (pa) iz pšenične moke (dro). Od takrat je postala rodovitna dolina poznana kot Padro, pogovorno besedo pa so zapisali kot  Paro.
Potomec lame Phadžo Drugom, imenovan tudi Pha Drung Drung, je potem ko je umiril demona, ki je živel na območju, ki je spominjalo na kup, ki prekriva zaklad, zgradil na tem mestu samostan. Leta 1646  je Žabdrung Ngavang Namgjal ta samostan prezidal v grad/trdnjavo ali t.i. dzong, ki se je preimenoval v Rinpung dzong.  Od takrat je dzong Rinpung versko, sodno, zakonodajno in izvršilno središče doline Paro.
V dolini so zgradili vrsto različnih samostanov: Kjiču je ustanovil Songcen Gampo); Takšang je ustanovil Desi Tenzin Rabdži (Desi Tenzin Rabgye), Dumtse, Drukgyal (dzong) je utemeljil Šabdrung Ngavang Namgjal) idr. Menijo, da tako veliko število samostanov prispeva, da ljudje dosegajo višjo Bruto nacionalno srečo.
V določenih časovnih obdobjih pa je imel Paro čast, da ga je obiskalo ali se tam nekaj časa zadrževalo kar nekaj svetnikov kot so  Padmasambhava, Phadžo Drugom, Ngavang Namgjal, Judrung Dordži Pel, lama Ngavang Čodže, Tangtong Gjalpo in drugi.

## Geografija
Okraj Paro meji na zahodu na okraj  Haa, na severu na Tibet, na okraj Thimphu na vzhodu, in okraj Čuka na jugu.

## Upravno-administrativna delitev
Okraj Paro sestavlja 10 vasi (vaških skupnosti) (ali gevogov):
- Doga
- Dopšari
- Doteng
- Hungrel
- Lamgong
- Lungnji
- Nadža
- Šapa
- Tsento
- Vangčang

## Kulturne znamenitosti
Med pomembnimi kulturnnimi spomeniki, ki jih najdemo v Paro so:
- Paro Taktšang ali Tigrovo gnezdo, ki je eden od najbolj famoznih samostanov in starodavnih dosežkov Butancev. Ustanovljen je bil kot jama za meditacije od slavnega svetnika Guru Padmasambhava v zgodnjem 8. stoletju po ukrotitvi demona in ko ga je prisilil, da zapriseže da bo lokalni zaščitnik regije do samega konca.
- Samostan Kjiču, ki sta skupaj s samostanom  Džambaj v osrednjem Butanu najstarejša templja v Butanu, saj izvirata iz 7. stoletja.
- Grad Drukgyal, v zgornjem koncu doline, zgrajen za obrambo proti vdorom Tibetancev, ki pa je v ruševinah od leta 1950.
- Paro (mestece), je edino trško naselje v okraju, ki pa se hitro razvija tudi zaradi turizma.
- Rinpung (Dzong), tudi poznan kot Paro Dzong, je masiven grad/trdnjava/samostan, ki je tudi administrativni center okraja. Posnetki v filmu Little Buddha so bili narejeni v tem gradu.
- Narodni muzej Butana, kjer obiskovalci lahko dobijo pregled in vpogled v kulturo Butana.

## Gospodarstvo
Butanska nacionalna letalska družba Druk Air, ima svoj sedež v Paro in tudi svoje glavno mednarodno letališče.

## Poglej tudi
- Okraji v Butanu
- Provinca Paro